# Gingidia flabellata
Gingidia flabellata är en flockblommig växtart som först beskrevs av Thomas Kirk, och fick sitt nu gällande namn av J.W.Dawson. Gingidia flabellata ingår i släktet Gingidia och familjen flockblommiga växter. Inga underarter finns listade i Catalogue of Life.